# El Valle (Argentina)
El Valle es una localidad argentina ubicada en el municipio de Villa de Las Rosas, Departamento San Javier, Provincia de Córdoba. Se encuentra 2 km al Sudoeste del centro de la cabecera municipal, sobre la Ruta Provincial 14.
Es una villa turística, con cabañas para disfrutar el valle de Traslasierra. En el lugar se cultiva olivo y hay una fábrica de aceite de oliva de calidad internacional.